# Shuffle!
Shuffle! (яп. シャッフル) — японський візуальний роман компанії Navel. Спочатку випущений, як доросла гра, для Microsoft Windows 30 січня 2004 року, пізніше — для різного віку для PlayStation 2 (PS2) і у вигляді розширеного випуску для дорослих для Windows. Геймплеєм в Shuffle! є розгалуження сюжетної лінії, яка пропонує заздалегідь визначені сценарії та курси взаємодії і робить акцент на привабливість головних жіночих героїв. Shuffle! був перероблений в розширену версію Shuffle! Сутність +. Сюжет розширив маршрути для початкових п'яти головних героїнь, а також створив нові маршрути для шести інших персонажів. Shuffle! також має три побічних продовження: Tick! Tack!, Really? Really! і Shuffle! Love Rainbow.
Shuffle! зробив кілька переходів в інші медіа. Вони мають дві манги на основі візуального роману. Перша була серіалізована в журналі Comptiq Kadokawa Shoten з грудня 2003 по 2006 рік. Друга, комічна антологія, публікувалась Kadokawa Shoten з липня 2004 по грудень 2005 року. Дві аніме-адаптації зробила студія Asread. Перше аніме становило двадцять чотири епізоди і було показано в Японії з грудня 2005 по січень 2006. Другий серіал мав реадаптацію з дванадцяти епізодів і показувався в період з січня по березень 2007 року. Сім лайт новел, дві фан-книги, дев'ять драма компакт-дисків, і сім радіо-драми компакт-дисків адаптації також входять до складу продукції Shuffle!.

## Сюжет
За 10 років до початку основної сюжетної лінії один з експериментів паралельного світу закінчився грандіозним вибухом, що стало фактором злиття декількох світів. До мешканців на Землі прибульці не виявляли агресії і поступово люди, а також боги і демони, прозвані так за різні здібності використання магії, стали співіснувати разом.
Основний сюжет розгортається навколо юнака Ріна Цутімі і його подруги дитинства Каеде Фуе, в будинку якої він проживає. Одного разу в їхній клас переводять Лісіантус (або просто Сіа), дочку короля богів, і Неріне, дочку короля демонів. Їхні батьки оголосили Рина кандидатом у наречені, але в нього до цього часу і так вже були закохані кілька дівчат.

## Персонажі
Рін Цучімі (土見 稟n) — центральний чоловічий персонаж. Навчається в академії Вербена на другому році в старших класах. Про минуле Ріна відомо мало, лише те, що після смерті матері та батька він залишився сиротою в дитинстві. З часів середньої школи Рін живе з Каеде та її батьком. Головна чеснота Ріна — його доброта. Дівчатам через це хлопець і подобається. При цьому сам Цучімі виявляє мінімальну ініціативу при спілкуванні з ними, але швидко розвиває почуття як до Лісіантус, так і до Неріне.
Каеде хлопець вважає подругою. Відстань між ними частково зумовлена темним минулим Каеде та Ріна, коли батьки хлопця та мати дівчини загинули під час подорожі. Рін неохоче взяв на себе провину, змусивши Каеде ненавидіти його протягом дитинства.
Каеде Фую (芙蓉 楓), на прізвисько Кае-чан — найкраща подруга дитинства Ріна Цучімі. Живе під одним дахом з ним відтоді, як Момідзі Фую (мати Каеде) не стало в тій же аварії, що забрала життя батьків Ріна. Красива молода дівчина, в якої помаранчеве волосся довжиною до плечей, блакитні очі, струнка та мініатюрна фігура і ніжні риси обличчя, що надають їй феєричного вигляду. Найпоширенішим вбранням Каеде є форма, але вона змінює гардероб протягом серіалу.
З першого погляду, Каеде — дуже скромна, ввічлива і лагідна молода леді, постійно привабливо виглядає, чудова господиня. Закохана в Ріна настільки, що нехтує собою. Проте в неї присутні класичні ознаки яндере. Інколи, коли хлопець ігнорує її або інші дівчата проявляють до нього підвищений інтерес, очі Каеде стають бездушними, а зазвичай ніжне обличчя — ворожим і загрозливим.
Аса Сігуре (時雨 亜沙) — старшокласниця академії Вербена, близька подруга Ріна та Каеде. Активна спортивна дівчина з коротким зеленим волоссям. Хоча у неї слабке тіло, Аса це компенсує своєю енергійною поведінкою. Популярна серед юнаків, один з них зізнався дівчині у коханні. Часто використовує англомовні крилаті вирази, найпопулярнішим є «Hello!». Відповідальна і старанна, але також весела і швидко приєднується до групових дій.
Таємно закохана в Ріна Цучімі, тому постійно б'є його по спині й іноді відкрито фліртує, чим сильно бентежить юнака. Дівчина приховує свої почуття, намагаючись не втручатися в боротьбу між Каеде, Неріне та Сіа. Пізніше формується любовний трикутник Рін-Аса-Каеде, а конфлікт між ними досягає апогею в 19 серії.
Насправді Аса — напівлюдина/напівдемон, але тримає це в таємниці. Через це вона часто хворіла в дитинстві, оскільки її тіло не могло впоратися з магічними силами, які вона успадкувала від матері. Проте в кінці серіалу її сили проявляються.
Неріне (ネリネ) — донька короля демонів. Як і в Лісіантус, спогади про її дитинство з Ріном привели її у світ людей. Правильна, скромна і стримана дівчина, але в той момент, коли хтось робить дурня з Ріна, дівчина не вагається, щоб випустити свою магію. Загалом Неріне дуже сором'язлива, шаноблива і говорить надзвичайно офіційно. Вона також володіє прекрасним голосом, але насправді не любить співати.
Їй подобається все знати та дізнаватися щось нове про однолітків. Її кулінарні навички досить низькі, адже все, що вона спочатку готувала, це звичайні омлети. Проте магічні можливості досить вражаючі, іноді з такою руйнівною силою, щоб зрівняти цілі міські квартали. Її оцінки в школі також високі.
Неріне є здібнішим користувачем магії, ніж Сіа, і час від часу використовує її для руйнівних наслідків. Подібно до Сіа Неріне ввібрала в себе дух Лікоріс, свого клона. Неріне і Лікоріс можна відрізнити за кольором очей: у Неріне червоні очі, у Лікоріс — фіолетові.
Лісіантус, скорочено — Сіа (リシアンサス) — донька Еустома та Цинерарії, принцеса богів. Головним бажанням дівчини було зустрітися з Ріном. Вона навчається на другому році в старшій школі Вербени. Яскрава та енергійна, її особистість дозволяє їй розмовляти з ким завгодно і легко підлаштовуватися під настрій під час розмови.
Вона досить хвастлива дівчина та дуже оптимістична. Недостатньо кваліфікована в навчанні, проте має відмінні кулінарні навички. Її магічні здібності погані, але вона компенсує це грубою силою, ударяючи людей різними предметами — від стільців до столів.
Прийшла у світ людей як можлива кандидатка в дружини для Ріна. Як і Неріне, вона зустріла Ріна ще в дитинстві під час відвідування людського світу і закохалася в нього з першого погляду. У Сіа є дві особистості: її власна, а також її сестри-близнючки, яка була більше демоном, ніж богом. Кікьо, яка померла, інколи бере тіло Сіа під контроль, коли остання в депресії.
Мідоріба Ітцукі (緑葉 樹) — Однокласник Ріна та його друг. Бабій за характером, постійно намагається проявити увагу до Каеде. Дражнить Маюмі з приводу маленького розміру її грудей.
Маюмі Тайму (麻弓＝タイム Mayumi Taimu) — Однокласниця Ріна та Мідоріби. Активна дівчина-демон з волоссям попелястого кольору. Постійно б'є Мідорібу у відповідь на його фрази щодо її маленьких грудей.
Каріха (カレハ Kareha) — Однокласниця Аси, дівчина-богиня з довгим волоссям. Романтик за характером, при найменшому згадуванні про любовні теми її волосся починає світитися. Знає про любов Аси до Ріна.